# Haeterius vandykei
Haeterius vandykei är en skalbaggsart som beskrevs av Martin 1922. Haeterius vandykei ingår i släktet Haeterius och familjen stumpbaggar. Inga underarter finns listade i Catalogue of Life.